# Roberto Nanni
Roberto Antonio Nanni, dit Roberto Nanni, né le 20 août 1981 à Azul en Argentine, est un footballeur argentin, qui évolue au poste d'attaquant au Vélez Sarsfield.

## Biographie
Avec l'équipe ukrainienne du Dynamo Kiev, il joue deux matchs en Ligue des champions de l'UEFA.
Avec le club du Cerro Porteño, il est demi-finaliste de la Copa Libertadores en 2011 et quart de finaliste de la Copa Sudamericana en 2012.

## Palmarès

### En club
- Avec le Dynamo Kiev :
  - Champion d'Ukraine en 2004

- Avec le Vélez Sarsfield :
  - Champion d'Argentine en C. 2009

- Avec le Cerro Porteño :
  - Champion du Paraguay en A. 2012

### Distinctions personnelles
- Meilleur buteur du Championnat du Paraguay en C. 2010 (12 buts)
- Meilleur buteur de la Copa Libertadores en 2011 (7 buts)